# Love in the Shadows (chanson de E. G. Daily)
Pour les articles homonymes, voir Love in the Shadows.
Singles de E. G. Daily
Say It, Say It (en)
(1985) Mind over Matter
(1987)
Love in the Shadows est une chanson de la chanteuse américaine E. G. Daily. Elle est écrite par E. G. Daily et Harold Faltermeyer, ce dernier a également produit la chanson. Love in the Shadows a été enregistré pour la première fois en 1984 pour la bande originale du film Voleur de désirs. En 1985, la chanson a été réenregistrée pour le premier album de E. G. Daily, Wild Child, et sortie en single en 1986. Elle atteint la sixième place du classement Hot Dance/Disco Club Play aux États-Unis et la 37e place du Nationale Hitparade aux Pays-Bas.
La chanson a été reprise en 1987 par la chanteuse canadienne Céline Dion en français, intitulée Délivre-moi.

## Classements hebdomadaires
| Classement (1986)                       | Meilleure position |
| --------------------------------------- | ------------------ |
| États-Unis (Dance Club Songs)           | 6                  |
| Pays-Bas (Nederlandse Top 40 Tipparade) | 15                 |
| Pays-Bas (Nationale Hitparade)          | 37                 |

## Version de Céline Dion
Singles de Céline Dion
Ne partez pas sans moi
(1988) Jours de fièvre
(1988)
Délivre-moi est une chanson de Céline Dion parue sur l'album Incognito (1987), écrite par E. G. Daily et Harold Faltermeyer et adaptée en français par Eddy Marnay. La chanson est sortie en juin 1988 comme le cinquième single de l'album. Délivre-moi a atteint la quatrième place du palmarès québécois pendant six semaines. Entrant dans le palmarès le 18 juin 1988, le single y est resté quinze semaines.
Le single est apparu plus tard sur l'édition japonaise du maxi-single Unison (1991). Une version live a également été incluse sur la compilation de clips vidéo Unison, qui a été incluse la même année sur la rare version canadienne de son single Beauty and the Beast.

### Clip vidéo
Un premier vidéoclip a été réalisé pour l'émission télévisée spéciale Incognito diffusée en septembre 1987, produite par la Société Radio-Canada et réalisée par Jacques Payette. Plus tard, un deuxième clip vidéo a été réalisé en 1988 dans le cadre de la sortie du single.

### Liste des chansons
| 1. | Délivre-moi (Edit) | 3:25 |
| 2. | Jours de fièvre    | 5:08 |

### Classements hebdomadaires
| Classement (1988) | Meilleure position |
| ----------------- | ------------------ |
| Québec (ADISQ)    | 4                  |